# Ośrodek Narciarski Nowa Osada w Wiśle
Ośrodek Narciarski Nowa Osada w Wiśle – ośrodek narciarski położony w Wiśle-Nowej Osadzie w Beskidzie Śląskim na południowo-zachodnim zboczu wzgórza Wróblonki, które z kolei jest niewybitnym wzniesieniem na południowo-zachodnim zboczu Czupla „Wiślańskiego” (882 m n.p.m.).

## Wyciągi i trasy
W skład kompleksu wchodzą:
- (1) 4-osobowy wyciąg krzesełkowy firmy Doppelmayr z chodnikiem rozbiegowym, o długości 960 m, przewyższeniu 196 m i przepustowości 1800 osób na godzinę.
- (2) wyciąg talerzykowy „Krasnal” o długości 145 m, przewyższeniu 18 m i przepustowości 500 osób na godzinę
- (3) wyciąg talerzykowy „Beskid” o długości 250 m, przewyższeniu 42 m i przepustowości 500 osób na godzinę (wyciąg ten jest zarządzany przez innego operatora).

Między tymi wyciągami przebiega 6 tras narciarskich:
- 1 niebieska o długości 960 m (wzdłuż wyciągu 1, po południowej stronie), o średnim nachyleniu 20%
- 2 czerwona o długości 1000 m (wzdłuż wyciągu 1, po północnej stronie), o średnim nachyleniu 20%
- 3 niebieska nartostrada o długości 1300 m (wzdłuż wyciągu 1, po północnej stronie, szerszym łukiem) i średnim nachyleniu 15%
- 4 zielona (wzdłuż wyciągu 2) o długości 145 m i średnim nachyleniu 17%
- 5 niebieska (wzdłuż wyciągu 3) o długości 250 m i średnim nachyleniu 17%
- 6 niebieska (wzdłuż wyciągu 3, szerszym łukiem) o długości ok. 300 m i średnim nachyleniu 14%.

Trasy są oświetlone, ratrakowane i dośnieżane.

## Pozostała infrastruktura
Na terenie ośrodka do dyspozycji narciarzy i snowboardzistów są:
- szkoła narciarska
- wypożyczalnia sprzętu, serwis sprzętu zimowego
- bezpłatny parking.

W pobliżu dolnej stacji znajduje się Dom Wypoczynkowy „Beskidy”.
Stacja jest członkiem Stowarzyszenia Polskie stacje narciarskie i turystyczne.

## Operator
Operatorem i właścicielem stacji jest „Ośrodek Narciarski NOWA OSADA S.C.” z siedzibą w Wiśle przy ul. Partyzantów 24.

## Historia
Wyciąg krzesełkowy uruchomiono tutaj przed sezonem 2009/2010. Wcześniej na trasie tego wyciągu pracował 2-osobowy wyciąg orczykowy. Przed sezonem 2010/2011 poszerzono główną trasę narciarską.
Od sezonu 2011/2012 w 6 ośrodkach narciarskich: w Nowej Osadzie, na Cieńkowie, Stożku, Beskidzie, Klepkach i Rowienkach obowiązuje wspólny karnet „Wiślański Pass”, którego operatorem jest spółka Wiślański Klaster Turystyczny Sp. z o.o., zarejestrowana w KRS w listopadzie 2011 roku.